# N,N′-Dimethylharnstoff
N,N′-Dimethylharnstoff ist eine chemische Verbindung aus der Gruppe der Harnstoffderivate.

## Gewinnung und Darstellung
Die Synthese von Dimethylharnstoff gelingt durch eine Substitutionsreaktion, wobei Harnstoff und Methylamin eingesetzt werden und Ammoniak kontinuierlich aus dem Gleichgewicht abgetrennt wird.
N,N′-Dimethylharnstoff entsteht als typisches Endprodukt bei der Hydrolyse von Methylisocyanat.
Global bedeutendster Hersteller von Harnstoff-Derivaten ist die BASF. Die weltweite Produktion von Dimethylharnstoff wird auf weniger als 25.000 Tonnen im Jahr 2001 geschätzt. Es zählt zu den „High Production Volume Chemicals“ (HPVC), für die die Organisation für wirtschaftliche Zusammenarbeit und Entwicklung (OECD) eine Datensammlung zu möglichen Gefahren („Screening Information Dataset“, SIDS) angelegt hat.

## Eigenschaften
N,N′-Dimethylharnstoff ist ein brennbarer, farbloser bis weißer Feststoff mit aminartigem Geruch. Er ist hygroskopisch, leicht löslich in Wasser und seine wässrige Lösung reagiert sehr schwach alkalisch. Technischer N,N′-Dimethylharnstoff enthält als Verunreinigung geringe Mengen an mehrfach substituierten Harnstoffen.

## Verwendung
N,N′-Dimethylharnstoff wird zur Herstellung von Coffein (durch Traubesche Synthese), Theophyllin, Arzneistoffen, Textilzusatzstoffen, Herbiziden und anderen Verbindungen verwendet. In der Textilindustrie wird es als Zwischenprodukt für die Herstellung von Formaldehydfreien Appreturmittel für Textilien verwendet. Dimethylharnstoff zählt zur Gruppe der dipolar-aprotischen Lösevermittlern.